# Shadowhunters - Città del fuoco celeste
Shadowhunters: The Mortal Instruments - Città del Fuoco Celeste (City of Heavenly Fire) è un romanzo di Cassandra Clare, il sesto episodio della serie The Mortal Instruments, facente parte dell'universo Shadowhunters.
Il libro è stato tradotto in spagnolo, ungherese, sloveno, thailandese, francese, italiano e numerose altre lingue.

## Trama
Sebastian ed i suoi alleati attaccano a sorpresa l'Istituto di Los Angeles (gestito dalla famiglia Blackthorn), dove si trova la dodicenne Emma Carstairs, in quanto i suoi genitori sono andati in missione e l'hanno lasciata lì assieme alla famiglia del suo migliore amico, Julian Blackthorn. 
Sebastian trasforma in Ottenebrati tutti gli abitanti dell'Istituto, compreso il padre dei giovani Blackthorn, poi rapisce Mark, il maggiore tra i fratelli, ma fallisce nel catturare Emma, che fugge a Idris.
Nel frattempo, a New York, Jordan, che è tornato con Maia, inizia a fare delle sedute di yoga con Jace, per aiutarlo a gestire meglio il fuoco celeste che gli scorre nelle vene, mentre la relazione tra il ragazzo e Clary prosegue a gonfie vele. Magnus, però, ha lasciato Alec, ferito dal fatto che abbia complottato per togliergli l'immortalità, così Alec è in uno stato quasi di depressione e ossessione nei confronti dello stregone, tanto che Jace gli spezza il cellulare per smettere di pensarci.
I ragazzi vengono però richiamati all'Istituto, dove incontrano Luke e Jocelyn, apprendendo in seguito da Maryse che Sebastian ha attaccato gli Istituti di Berlino, Mosca, Bangkok e Los Angeles. Dato che i Cacciatori newyorkesi vogliono scampare ad un eventuale attacco, Maryse comunica che si trasferiranno tutti ad Idris finché Sebastian non sarà sconfitto. Clary ed Isabelle, allora, salutano Simon a malincuore, ed Isabelle, che si sta sempre più legando a lui, gli dona il suo prezioso ciondolo con il rubino. Entrambi non hanno ancora il coraggio di dichiararsi.
Alec, nel mentre, spera in un incontro con Magnus che, anche se è andato all'Istituto, non vuole perdonare lo Shadowhunter (anche se sotto sotto lo ama ancora) e tornare con lui dopo averlo lasciato a causa della sua combutta con Camille, nonostante Jace vada persino a parlargli.
Una volta arrivati ad Idris, i Lightwood si sistemano nella casa assegnata all’Inquisitore (in quanto il padre Robert, ora, ricopre quella carica), mentre Clary, Jocelyn e Luke vanno a stare nella vecchia casa di Amatis che, essendo diventata un’Ottenebrata nel libro precedente, non è più ad Alicante.
Dopo una riunione del Consiglio, Clary e Jace fanno la conoscenza di Emma, unica sopravvissuta all'attacco all'Istituto di Los Angeles assieme ai fratelli Blackthorn: Helen, Julian (Jules), i gemelli Livia (detta Livvy) e Tiberius (detto Ty), Drusilla (Dru) e Octavian (Tavvy).
Emma suggerisce a Clary che dovrebbe acquistare una spada, così Jace accompagna la ragazza in un'armeria dove Clary accetta Eosforos (seconda spada dei Morgenstern, gemella di Fosforos, posseduta da Sebastian) dalla commessa del negozio, Diana Wrayburn, che gliela regala in quanto ex amica della madre Jocelyn.
Nel frattempo, a New York, Simon viene rapito da Maureen (la ragazzina che, morsa da lui nel quarto libro, venne trasformata in vampiro), che ha ucciso Camille ed è diventata capo dei vampiri di New York, e lo tiene in gabbia come un animaletto per poi metterlo al suo fianco come capo dei vampiri e suo marito. Fortunatamente, il vampiro viene salvato da Raphael, in disaccordo con le idee di Maureen, e lo porta con sé ad Alicante. Intanto Maia e Jordan si recano al Praetor Lupus per scoprirlo totalmente distrutto, attaccato da Sebastian. Il figlio di Lilith, che non se n'era andato, trafigge Jordan, uccidendolo, per poi schernirlo davanti a Maia, che in realtà aveva intenzione di lasciare Jordan perché non era alla fine riuscita a perdonare totalmente il ragazzo.
Successivamente, Sebastian manda alcuni dei suoi Ottenebrati alla Città di Diamante, luogo in cui vivono le Sorelle di Ferro; Jia Penhallow, il nuovo Console, decide di mandare alcuni guerrieri Shadowhunters a sconfiggerli, sperando che il loro numero superi quello degli Ottenebrati.
Clary e Jace, conoscendo abbastanza bene Sebastian, si offrono subito per andare in battaglia, ma la loro richiesta viene respinta da Robert. Nonostante ciò, i due riescono comunque ad attraversare il portale per arrivare alla Città di Diamante. Anche Isabelle vorrebbe seguirli ma viene bloccata dal padre. La ragazza, furiosa, insulta il padre e rivela, davanti alla madre e ad Alec, estraneo al fatto, di sapere che lui l'aveva tradita con un'altra donna, per poi scappare. L'esercito Shadowhunters viene sopraffatto dagli Ottenebrati, ma Jace da solo riesce a decimarne in molti prima di combattere contro Sebastian, che lo supera di nuovo in forza e agilità, ma viene sorpreso quando Jace gli scotta la mano con una scarica di fuoco celeste. Sebastian, dunque, fugge con il suo esercito.
Jace rimane ferito dopo lo scontro con Sebastian e brucia involontariamente Fratello Zaccaria con il fuoco celeste, mentre Clary usa tutta la sua energia per disegnare un iratze (una runa di guarigione) abbastanza potente per salvare il suo amato, che altrimenti sarebbe morto. Intanto Isabelle ha incontrato Simon e Raphael e poi raggiunti da Alec. Izzy, il fratello e Simon si recano in casa dei Lightwood, dove Isabelle minaccia di uccidere Maureen per quello che ha fatto a Simon. Subito dopo, la ragazza, inscenando una recita teatrale, si toglie gli indumenti da guerra davanti a Simon rivelando la biancheria intima, ma poco prima che i due possano dichiararsi a vicenda vengono interrotti da Alec, che sgrida Isabelle pensando che stesse sfruttando Simon a causa di quanto successo per distrarsi. Il vampiro, sbalordito, accusa anch'egli Isabelle, che, ferita, si riprende il ciondolo. Tornati tutti ad Alicante, si scopre che il fuoco celeste di Jace ha fatto tornare Fratello Zaccaria umano. 
La sera, Clary porta Simon da Raphael per bere del sangue (dal momento che non beve da giorni), ma il vampiro spagnolo, invidioso di Simon, gli dà del sangue imbevuto con alcool, cosicché il Diurno diventi ubriaco. Infatti, Simon perde la ragione e urla per tutta la città di amare Isabelle, che sente le grida e si infuria. Clary porta Simon a casa e lo mette a letto per fargli passare la sbronza, ma poco dopo viene sorpresa da Sebastian, intrufolatosi in casa sua. Lui la blocca e, dopo aver cercato di nuovo di convincerla a seguirlo, tenta di stuprarla, ma Jace accorre in aiuto della fidanzata dopo aver chiamato il Conclave, così Sebastian ferisce Jace e scappa.
Successivamente, Maia viene costretta ad assumere momentaneamente il ruolo di capobranco in assenza di Luke (che si trova ad Idris con Jocelyn e Clary), tentando di placare le incursioni da parte di alcuni membri del branco che aspirano al ruolo ora ricoperto da lei. La giovane lupa mannara diventerà in seguito l'alfa del branco a tutti gli effetti, dopo aver accecato un enorme licantropo di nome Rufus che aveva sfidato il suo ex ragazzo, Bat Velasquez. Poco dopo, Maia avrà un colloquio con una vampira di nome Lily, che progettava di spodestare Maureen, e si allea con lei. Durante l'incontro fra lupi mannari e vampiri, Maia si inietta dell'acqua santa nelle vene, lasciandosi poi mordere da Maureen, causando la sua morte. Prima che i vampiri possano attaccare, Lily li blocca, dichiarando che fosse d'accordo con Maia, e si proclama capo dei vampiri.
Nel frattempo, ad Alicante, Meliorn, il rappresentante del Popolo Fatato nel Consiglio dei Cacciatori, invita gli altri rappresentanti dei Nascosti (e quindi Luke per i licantropi, accompagnato da Jocelyn, Magnus Bane per gli stregoni, in sostituzione di Catarina Loss, e Raphael Santiago per i vampiri) ad una cena. Essa si rivelerà essere però una trappola per i commensali, che verranno tutti rapiti dopo aver compreso che il Popolo Fatato è in combutta con Sebastian, e così anche Meliorn, che si scoprirà essere una mezza fata, per cui lui può mentire.
Data la misteriosa scomparsa dei rappresentanti dei Nascosti, il Conclave si accinge a cercarli, ma Clary non può stare con le mani in mano, dato che tra gli scomparsi vi sono Luke e sua madre, quindi cerca a tutti i costi un modo per ritrovarli. A questo punto, arriverà in suo aiuto Emma, che dirà a lei, Jace, Alec, Isabelle e Simon che crede che il luogo che gli Ottenebrati continuano a nominare, ovvero Edom, e che tutti pensano sia solo un altro modo per denominare l'Inferno, sia in realtà un vero e proprio luogo. Alec si accorge che la ragazzina ha ragione e scopre così che Edom è uno dei tanti Regni Demoniaci esistenti, governato dai demoni Lilith ed Asmodeo. 
A quel punto, dopo aver capito che il Popolo Fatato è in combutta con Sebastian, il gruppo parte per la Corte Seelie. Alec uccide Meliorn sparandogli una freccia nel cuore e poi Jace obbliga la Regina delle Fate ad indicare loro la strada per Edom. Tuttavia, la Regina informa Sebastian del loro arrivo, poiché quest'ultimo non aveva specificato che avrebbe promesso di non farlo. Nell'attraversare il sentiero per il Regno Demoniaco, i nostri eroi incontrano Mark Blackthorn, diventato ormai parte della Caccia Selvaggia (un gruppo di fate che non fanno capo né alla Corte Seelie né alla Corte Unseelie), dopo essere stato ceduto loro da Sebastian, e gli indicano la strada del ritorno, ma viene preso dalle fate. 
Entrati ad Edom, il gruppo di amici viene attaccato da un demone che si nutre di sogni e che mostra ad ognuno di loro ciò che crede vogliano veramente. Il demone viene però sconfitto da Alec, che si accorge di una sbavatura nella sua visione, accaduta anche con Simon e Clary. Vagando per Edom, i nostri protagonisti scoprono che, un tempo, anche quello era un mondo abitato dagli Shadowhunters, che però fecero scelte sbagliate e quindi vennero sconfitti dai demoni.
Una sera, Jace viene attirato fuori dalla grotta in cui i ragazzi stavano riposando da un demone, inizialmente assumente le forme della Sorella di Ferro Magdalena, che lo costringe ad usare il fuoco celeste per difendersi. Jace rischia però di bruciarsi e quindi Clary ricorre ad una runa di sua invenzione per aiutarlo. Il giorno dopo arrivano in un castello, dove Jace cerca di recuperare da una statua una spada, ma è una trappola, infatti migliaia di demoni si riversano attorno ai ragazzi. Costoro riescono a ucciderne diversi, ma un demone colpisce Isabelle riducendo a brandelli una sua gamba, costringendo il gruppo alla fuga. Mentre Jace ed Alec panicano, Simon ha un'idea e si taglia con un coltello, facendo cadere il suo sangue sulla gamba di Isabelle, guarendola all'istante, ma facendo questo si indebolisce parecchio. Alec, sentendosi in debito, si lascia mordere da Simon, che così si rifocilla. Mentre Isabelle si riposa, Jace e Clary vanno a parlare in privato. Il ragazzo mostra a Clary un enorme e bellissimo lago sotterraneo, così entrambi si spogliano e fanno un bagno. Nonostante la situazione difficile, Jace e Clary, dopo essersi denudati completamente, intrattengono per la prima volta un vero rapporto sessuale. Intanto, Isabelle si sveglia e ringrazia Simon per averla salvata. Finalmente, il ragazzo si dichiara ad Isabelle, che fa lo stesso, così i due si baciano appassionatamente e vengono però di nuovo interrotti da Alec.
Il giorno dopo, il gruppo di amici raggiunge la Guardia Oscura di Edom, dove vengono però scoperti da Sebastian. Nello scontro tra loro e alcuni demoni, Sebastian fugge, così i ragazzi decidono di dividersi: Jace e Clary andranno in cerca di Sebastian, mentre Alec, Isabelle e Simon andranno in cerca dei rappresentanti dei Nascosti e di Jocelyn (senza sapere che, poco prima che loro arrivassero, Sebastian ha ucciso Raphael, il quale aveva provato a difendere Magnus). I tre trovano Magnus, senza forze a causa dell'influenza della dimensione demoniaca, Luke e Jocelyn, liberandoli dalla prigionia.
Jace e Clary trovano Sebastian nella “sala del trono” e, capendo che non possono sconfiggerlo, la ragazza si sacrifica ed accetta di restare con lui quale sua compagna, per salvare il mondo ed i suoi amici, diventando la regina del mondo accanto a Sebastian. Gli altri arrivano e sono increduli nel vedere Clary tradirli, senza sapere che questa decisione si rivelerà tutta una farsa quando Clary infilzerà Sebastian con Eosforos, in cui aveva precedentemente trasferito il fuoco celeste di Jace. 
Sebastian muore bruciato e assieme a lui tutti i suoi Ottenebrati, ma incredibilmente, prima di esalare l'ultimo respiro, ritorna Jonathan, il figlio buono e senza cattiveria che Jocelyn aveva sempre voluto, che chiede sinceramente scusa a tutti per quello che ha fatto facendo cadere Clary e la madre nello sconforto, con la ragazza che gli dice che ha rancore solo contro Sebastian, la parte malvagia, e non contro Jonathan. Il gruppo dunque deve ancora uscire da Edom per salvarsi e purtroppo non può farlo, perché Sebastian ha chiuso tutti i passaggi utilizzabili. Magnus è quindi costretto a chiedere aiuto a suo padre, il potente demone Asmodeo, che però chiede come pagamento per il servizio l'immortalità dello stregone. A questo punto, Simon si offre al demone al posto di Magnus: il vampiro tornerà umano e perderà quindi tutti i suoi ricordi sul Mondo Invisibile, compresi anche tutti quelli riguardanti Clary ed Isabelle, disperate.
Tornati ad Alicante, i ragazzi scoprono che tutto è tornato alla normalità, a parte la mancanza di Simon.
Nell'epilogo, il Popolo Fatato viene punito per aver aiutato Sebastian nella guerra e contro di loro viene emanata una nuova legge: la Pace Fredda. Fortunatamente, però, Alec e Magnus sono tornati insieme, Clary reincontra Simon che, grazie a Magnus ed Isabelle, sta cominciando a riacquistare la memoria e Jocelyn e Luke riescono finalmente a convolare a nozze.

## Edizioni in italiano
- Cassandra Clare, Shadowhunters: città del fuoco celeste, traduzione di Raffaella Belletti e Manuela Carozzi, Milano: Mondadori, 2014
- Cassandra Clare, Shadowhunters: città del fuoco celeste, traduzione di Raffaella Belletti e Manuela Carozzi, Milano: Oscar Mondadori, 2015
- Cassandra Clare; Shadowhunters. N° 6 Città del Fuoco Celeste, traduzione di Raffaella Belletti e Manuela Carozzi, Ed. Oscar Fantastica, fa parte di: Shadowhunters. The mortal instruments
- Cassandra Clare; 'Shadowhunters: città degli angeli caduti - *città delle anime perdute - *città del fuoco celeste, traduzione di Mnuela Carozzi, Milano: Mondadori, 2018